# Sonia Snelling
 (signalé en mai 2025).
Si vous disposez d'ouvrages ou d'articles de référence ou si vous connaissez des sites web de qualité traitant du thème abordé ici, merci de compléter l'article en donnant les références utiles à sa vérifiabilité et en les liant à la section « Notes et références ».
- Archive Wikiwix
- Bing
- Cairn
- DuckDuckGo
- E. Universalis
- Gallica
- Google
- G. Books
- G. News
- G. Scholar
- Persée
- Qwant
- (zh) Baidu
- (ru) Yandex
- (wd) trouver des œuvres sur Wikidata

Pour les articles homonymes, voir Snelling.
Sonia Snelling est une patineuse artistique canadienne, médaillée de bronze nord-américaine en 1961.

## Biographie

### Carrière sportive
Sonia Snelling monte quatre fois sur le podium des championnats canadiens dont une fois sur la deuxième marche, en 1959, derrière Margaret Crosland.
Elle représente son pays à deux championnats nord-américains (1959 à Toronto et 1961 à Philadelphie où elle monte sur la troisième marche du podium derrière l'américaine Laurence Owen et la canadienne Wendy Griner) ; et à trois mondiaux (1958 à Paris, 1959 à Colorado Springs et 1960 à Vancouver).
Elle ne participe jamais aux Jeux olympiques d'hiver.

## Palmarès
| Compétition                                                                                            | 1958 | 1959 | 1960 | 1961 |
| Jeux olympiques d'hiver                                                                                |      |      |      |      |
| Championnats du monde                                                                                  | 15e  | 12e  | 13e  | CA   |
| Championnats d'Amérique du Nord                                                                        |      | 7e   |      | 3e   |
| Championnats du Canada                                                                                 | 3e   | 2e   | 3e   | 3e   |
| Légende : CA = Championnats du monde 1961 annulés à cause de la catastrophe aérienne du vol 548 Sabena |      |      |      |      |